# José Filomeno de Sousa dos Santos
José Filomeno de Sousa dos Santos, também conhecido como Zenú (Luanda, 9 de Janeiro de 1978), é um engenheiro, empresário, banqueiro e político angolano.
Fundou em 2008, o primeiro banco de investimentos de Angola, o Banco Kwanza Invest. O banco aconselha investidores privados, empresas e clientes institucionais em investimentos directos privados ou privatizações. Em 2012 foi nomeado para o conselho de administração do primeiro Fundo Soberano de Angola com sede em Luanda. Assumiu em 2013 a presidência do Conselho de Administração do FSDEA. Em 2015 foi reconduzido para a administração do Fundo Soberano de Angola e em 2017 foi exonerado pelo então presidente eleito João Lourenço.
José Filomeno dos Santos compareceu em 9 de dezembro de 2019 perante o Tribunal Supremo de Angola juntamente com três co-réus, que também são acusados de lavagem de dinheiro e peculato, um dos quais é Valter Filipe da Silva, ex-governador do Banco Nacional de Angola. O judiciário angolano condenou José Filomeno dos Santos a cinco anos de prisão por fraude, lavagem de dinheiro e tráfico de influência em 14 de agosto de 2020.

## Vida
Nascido em Luanda, em 9 de janeiro de 1978, é filho do ex-Presidente de Angola, José Eduardo dos Santos, com Filomena Sousa.
José Filomeno de Sousa dos Santos passou a sua infância em Luanda, quando adolescente se mudou para a Suécia e Reino Unido, onde sua mãe trabalhou nas embaixadas de Angola. Seu pai permaneceu em Luanda e travou uma sangrenta guerra civil contra os rebeldes que se haviam juntado forças com a África do Sul e as potências da Guerra Fria.
Pela Universidade de Westminster, em Londres, licenciou-se em engenharia eletrónica e obteve mestrado em finanças.
Em 2001, regressou a Angola. Fundou juntamente com outros investidores o Banco Kwanza Invest.  Em 26 de Junho de 2013 ele confirmou a venda de todas as suas participações acionárias no Banco Kwanza Invest.
Na qualidade de Presidente do Conselho de Administração do fundo soberano do segundo maior produtor de petróleo da África, o Fundo Soberano de Angola, gere US$ 5 biliões, quantia que incluí ativos alternativos, em sectores incluindo o imobiliário, turismo, agricultura e mineração, através de  veículos para fins especiais criados pelo FSDEA.
José Filomeno dos Santos Incentivou a Fundação Inovação para África (Afrikanische Innovations-Stiftung), baseada em Zurique, para desenvolver projectos em Angola na área da educação, saúde e inovação tecnológica.